# Eva (Acda en De Munnik)
Eva is een nummer van het Nederlandse cabaret- en zangduo Acda en De Munnik uit 2010. Het is de tweede single van hun dertiende album Jouw leven lang bij mij.
Het nummer is een akoestische ballad, die gaat over een man die smoorverliefd is op een vrouw genaamd Eva. Het nummer is ook te horen in de film "Lover of Loser", waarin Thomas Acda een rol speelt. Voor de videoclip doet het duo een oproep aan alle Eva's en Eva-kenners een foto op te sturen. "Eva" bereikte de 4e positie in de Nederlandse Single Top 100.

## NPO Radio 2 Top 2000
| Nummer met noteringen in de NPO Radio 2 Top 2000 | '10 | '11  | '12  | '13  |
| ------------------------------------------------ | --- | ---- | ---- | ---- |
| Eva                                              | 820 | 1077 | 1640 | 1807 |

1. ↑  Een vetgedrukt getal geeft de hoogste notering aan.
2. ↑  2010 was het eerste jaar met een notering voor dit nummer.
3. ↑  Deze tabel is bijgewerkt tot en met de laatste editie (2024).